# Putyła
Putyła (ukr. Путила, dawniej Storonec-Putyliw, Putyliw) – osiedle typu miejskiego na Ukrainie, w obwodzie czerniowieckim, siedziba władz rejonu putylskiego.

## Historia
Pierwsza wzmianka o miejscowości pochodzi z 1501.
W 1941 roku zaczęto wydawać gazetę.
Osiedle typu miejskiego od 1961 roku.
W 1989 liczyło 3604 mieszkańców.